# Ariel Rodríguez Vázquez
Ariel Rodríguez Vázquez (León, Guanajuato, México; 1 de noviembre de 1972) es un político y empresario mexicano. Actualmente se desempeña como Diputado Federal por el Distrito 1 (que abarca los municipios de San Luis de la Paz, Dolores Hidalgo Cuna de la Independencia Nacional, Doctor Mora, Santa Catarina, Tierra Blanca, Victoria, Atarjea y Xichú) del Estado de Guanajuato. Rodríguez Vázquez milita en Movimiento Ciudadano.

## Ámbito académico
Cursó la Licenciatura en Comunicación en la Universidad Iberoamericana obteniendo "Mención Honorífica". Realizó una Maestría en Estudios Sociales, Políticos y Económicos Latinoamericanos en la Universidad Alberto Hurtado. Asimismo, en el Instituto de Terapia Gestalt Región Occidente realizó una Maestría y, posteriormente, un Doctorado en Psicoteria Gestalt.

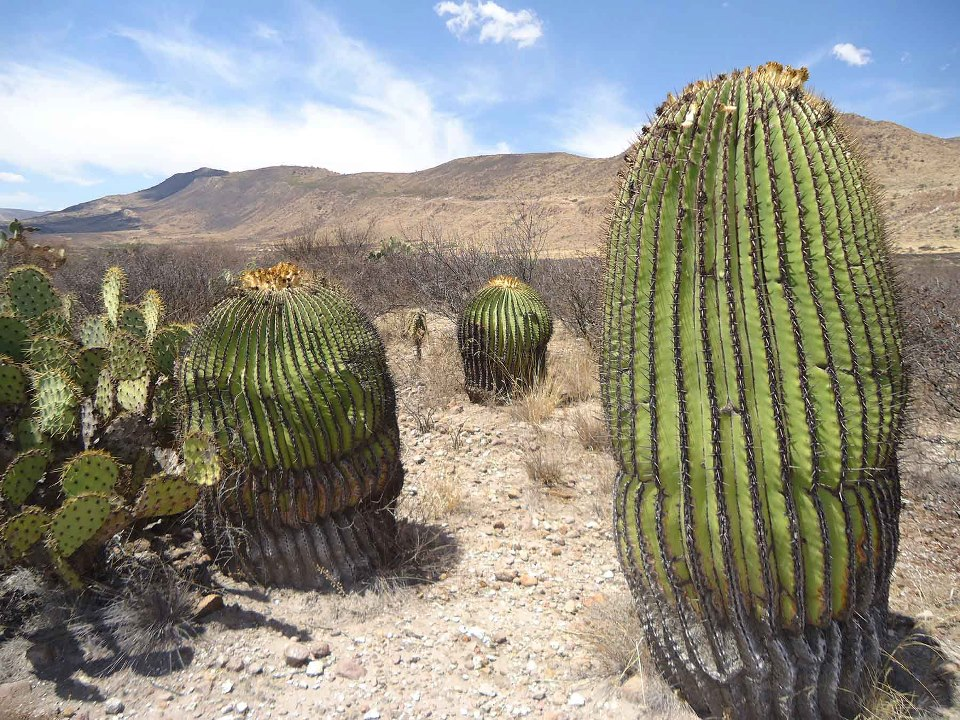
Rodríguez Vázquez presentó un Punto de Acuerdo ante la Cámara de Diputados de la LIV Legislatura para proteger a las Echinocactus platyacanthus (cactáceas que pueden llegar a medir hasta 3 metros de alto y 80 centímetro
s de diámetro).

En el ámbito académico se ha desempeñado como docente de la Universidad Iberoamericana León y De La Salle Bajío impartiendo cursos como "Comunicación y Procesos Políticos" y "Relaciones públicas de las entidades gubernamentales". En el año 1995 publicó el libro Justicia y Verdad en la Comunicación.

## Ámbito profesional
En el ámbito profesional, se desempeñó como Coordinador del Centro Educativo de Servicios para la Comunidad (CESCOM) del año 2002 al año 2004. De igual forma, desde el año 2005 se desempeña como Director General del Centro Latinoamericano de Estudios de Intercambio.

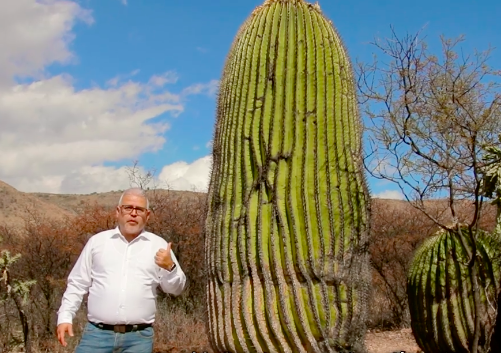
Ariel Rodríguez junto a una Echinocactus platyacanthus de 2 metros con 60 centímetros de alto

## Reconocimientos
Ha sido reconocido por la Universidad Iberoamericana León con el "Premio Francisco Javier S.J." en el año 1999. De igual modo, en el año 2004 fue reconocido por el Gobierno del Estado de Guanajuato como Representante del Sector Social de la Región Noreste ante el Consejo de Planeación para el Desarrollo de Guanajuato.

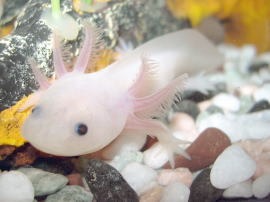
Rodríguez Vázquez también presentó un Punto de Acuerdo para proteger, preservar y propagar las distintas especies de Ambystoma (mejor conocido como ajolote). Los ajolotes han sido sujetos de diversas investigaciones debido a su capacidad de regeneración de extremidades, tejido cardiaco y neuronal.

## Diputado Federal en 2018-2021
El 1 de julio de 2018 resultó electo al cargo de Diputado Federal representando al Distrito 1 del estado de Guanajuato por la Coalición "Por México al Frente" integrada por los partidos políticos Partido Acción Nacional, Partido de la Revolución Democrática y Movimiento Ciudadano.
Como Diputado Federal colabora en las comisiones de Federalismo y Desarrollo Municipal, Pueblos Indígenas y Medio Ambiente, Sustentabilidad, Cambio Climático y Recursos Naturales.

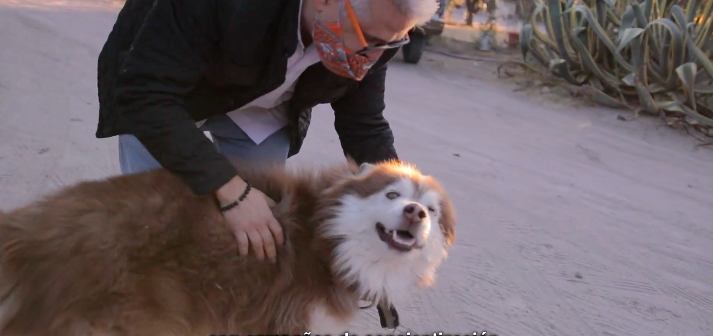
Ariel Rodríguez presentó un punto de Acuerdo por el que se exhortó a los gobiernos de las 32 entidades federativas, a implementar y fortalecer campañas de concientización, adopción, tenencia responsable y esterilización de perros y gatos, a fin de combatir la sobrepoblación de estos animales; asimismo, a investigar y en su caso sancionar a los responsables de envenenar a estos animales de la calle.

Rodríguez Vázquez ha enfocado su trabajo legislativo a la protección del medio ambiente y a la defensa de los pueblos indígenas. El 14 de enero de 2020 presentó ante la Comisión Permanente del Congreso de la Unión un punto de acuerdo para exhortar a la Procuraduría Federal de Protección al Ambiente (PROFEPA) "en el ámbito de sus atribuciones, fortalezca la aplicación de la Norma Oficial Mexicana NOM-059-SEMARNAT-2010, particularmente a la protección de la especie Echinocactus Platyacantus." Asimismo, el 6 de febrero de 2020 presentó un exhorto a fin de que la Secretaría de Medio Ambiente y Recursos Naturales (SEMARNAT) y la Comisión Nacional de Áreas Naturales Protegidas (CONANP) formulen el programa de manejo correspondiente al Área Natural Protegida mejor conocida como Reserva de la Biosfera de la Sierra Gorda de Guanajuato, mismo que debió de haber sido publicado hace más de una década. Asimismo, Rodríguez Vázquez presentó un Punto de Acuerdo a fin de exhortar a las autoridades a implementar fortalecer campañas de concientización, adopción, tenencia responsable y esterilización de perros y gatos, a fin de combatir la sobrepoblación de estos animales así como para sancionar a los responsables de envenenar a estos animales que viven la calle.
De igual forma, el legislador guanajuatense presentó ante la Cámara de Diputados un punto de acuerdo por el que se exhorta a la Comisión Reguladora de Energía (CRE), Comisión Federal de Electricidad (CFE) y a la Secretaría de Energía (SENER) a "fortalecer los programas de generación de energías limpias y de energías renovables, así como reducir el uso de combustibles fósiles" en función de lo establecido en el Acuerdo de París. Asimismo, presentó un Punto de Acuerdo a fin de exhortar a la SEMARNAT a emprender las acciones pertinentes para garantizar la protección, preservación y propagación de las distintas especies de ajolote contempladas en la NOM-059-2010.
Por otro lado, es de señalar que Rodríguez Vázquez planteó ante la Cámara de Diputados un punto de acuerdo para exhortar a distintas dependencias a fortalecer las estrategias y políticas públicas transversales para prevenir, atender y disminuir el embarazo adolescente. Asimismo, propuso un punto de acuerdo a fin de robustecer los programas de prevención y tratamiento de adicciones en el estado de Guanajuato.

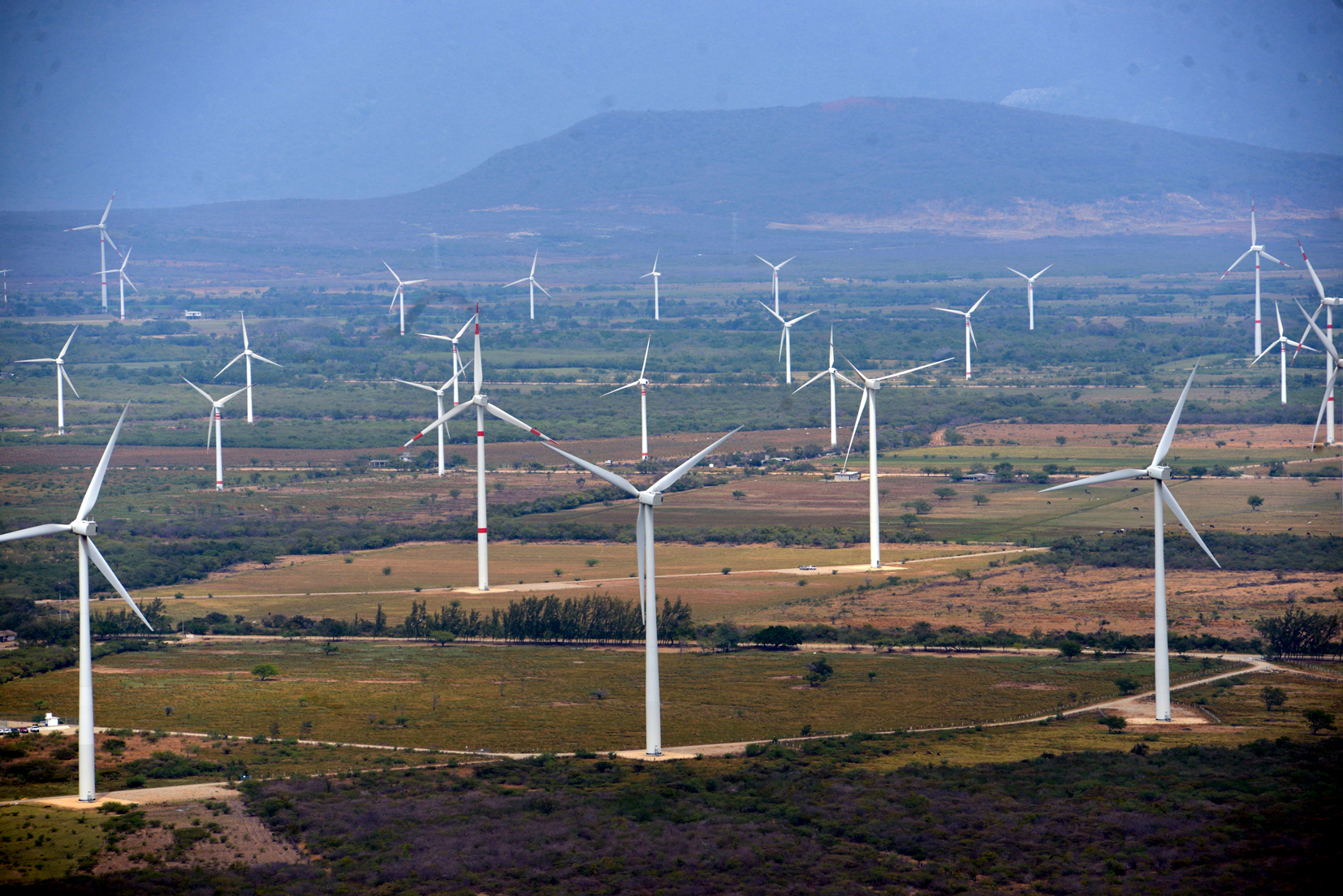
Rodríguez Vázquez impulsó un Punto de Acuerdo para fortalecer los programas de generación de energías limpias y renovables en México.

Durante la pandemia de COVID-19, el diputado de la bancada de Movimiento Ciudadano impulsó distintos puntos de acuerdo dentro de los cuales resaltan las siguientes: creación de programas que mitiguen el impacto económico de la pandemia en las comunidades indígenas, ingreso mínimo vital, permisos laborales para personal vulnerable, programas de capacitación en comercio digital para micro, pequeñas y medianas empresas, creación de ciclovías a fin de reducir contagios en el transporte público, inclusión de traductores e intérpretes para hablantes de alguna lengua indígena en hospitales COVID-19 y programas que garanticen la seguridad alimentaria de los pueblos indígenas.